# Дерини (серия романов)
Произведения о дерини — серия произведений в жанре исторического фэнтези, написанные американской писательницей Кэтрин Куртц. Первый роман серии был опубликован в 1970 году и назывался «Возрождение дерини», последний — «Чайльд Морган», опубликован 5 декабря 2006 года. По состоянию на май 2007 года серия состоит из пяти трилогий (одна из которых не закончена), одного отдельного романа, одного рассказа, двух сборников рассказов и двух справочников.
События, описываемые в произведениях, разворачиваются в землях Гвинеда, одного из Одиннадцати королевств. Сам Гвинед — средневековое королевство, подобное существовавшим на Британских островах в X—XII веках. Сильную роль там играет Святая Церковь (подобная Римско-католической), государственный строй там — феодализм, а глава государства — монарх. Населяют Одиннадцать Королевств люди и дерини, раса, обладающая психологическими и магическими способностями, передающимися по наследству. В ходе повествования отношения между людьми и дерини приобретают характер политической и религиозной борьбы, влиянию которой подвергается жизнь главных героев. Среди сюжетов серии — политические, богословские и военные конфликты большого масштаба, они сбалансированы подробным описанием частной жизни персонажей. Ни одна раса не изображена «хорошей» или «плохой», и люди, и дерини выступают антагонистами и протагонистами в сюжетах разных частей серии. Кроме того, в произведениях серии часто описываются магические действия или события, причем такое описание может быть как существенной частью сюжета, так и упомянуто мимоходом.

## Романы
Трилогии о дерини были опубликованы в порядке, не соответствующем внутренней хронологии описанных в них событий. Первые четыре трилогии описывают события X и XII веков, а события, описанные в пятой, прямо предшествуют событиям первой трилогии. Роман, не входящий ни в одну из трилогий, «Невеста короля Келсона», описывает события, произошедшие после окончания действия третьей трилогии. Ниже трилогии перечислены по дате публикации.

### Хроники дерини
- Возрождение дерини (1970)
  - Ноябрь 1120: На охоте гибнет король Гвинеда Брион. Его убила колдунья Карисса Фестил, а теперь смерть угрожает его сыну Келсону. Дерини Аларик Морган и его кузен Дункан Мак-Лайн помогают Келсону обрести магические силы для поединка с Кариссой. В день своей коронации юный Келсон побеждает Кариссу.
- Шахматы дерини (1972)
  - Март 1121: Архиепископ Лорис придает анафеме Моргана и Дункана. В Корвине, владении Моргана, зреет восстание, которое поднял лжепророк Варин де Грей, обещавший уничтожить дерини. Епископы Арилан и Кардиель выступают против Лориса, что приводит к расколу в церкви. Корот, столица Корвина, взят повстанцами лжепророка Варина. Риммель, влюбленный в Бронвин, сестру Моргана, пытается с помощью магии приворожить её, но это приводит к гибели Бронвин, её жениха Кевина и самого Риммеля.
- Властитель дерини (1973)
  - Июнь 1121 — июль 1121: Венцит, король Торента, взял Кардосу. Морган вместе с королем Келсоном возвращается в Корвин, где он смог переманить Варина на свою сторону, доказав, что дерини не есть зло. В Битве при Линдрут Медоуз Келсон побеждает Венцита Торентского. Морган встречает свою будущую жену Риченду, жену изменника Брэна Кориса.

### Легенды о Камбере Кулдском
- Камбер Кулдский (1976)
  - Сентябрь 903 — декабрь 904: Рис Турин, зять Камбера, и Джорем МакРори, сын Камбера, находят в монастыре потомка свергнутой династии Халдейном — Синхила. Катан, сын Камбера и друг узурпатора-дерини Имре казнен по приказу Имре, после чего Камбер устраивает заговор против узурпатора и свергает его. Синхил против своей воли становится королем.
- Святой Камбер (1978):
  - Июнь 905 — январь 907: Камбер Мак-Рори борется за укрепление трона короля Синхила I Халдейна. В Битве гибнет Каллен, друг Синхила и Камбера, и Камбер, зная, что Синхил плохо к нему относится, принимает облик Каллена. Камбера признают святым.
- Камбер-еретик (1981)
  - Январь 917 — январь 918: Синхил умер, а власть взяли в руки регенты. Регенты начинают угнетать дерини, некоторые из них устраивают козни против короля-Халдейна. После нападения дерини на принцев Джавана и Риса-Майкла, начинаются гонения. Родственники Камбера становятся изгоями и бегут в монастырь Святой Марии.

### Хроники короля Келсона
- Наследник епископа (1984)
  - Ноябрь 1123 — январь 1124: В Меаре объявились меарские самозванцы, которые подняли восстание против Халдейнов. Дугал МакАрдри, друг и побратим юного короля, пойман восставшими, но смог сбежать, похитив двух детей самозванки Кэйтрин: сына Ллюэла и дочь Сидану. Король Келсон хочет жениться на Сидане, но ее убивает Ллюэл. А Дугал оказывается сыном Дункана.
- Королевское правосудие (1985)
  - Май 1124 — июль 1124: Король Келсон подавляет восстание в Меаре. Он знакомится с Росаной и хочет взять её в жёны.
- В поисках святого Камбера (1986)
  - Март 1125 — июнь 1125: Во время путешествия с королём Келсоном происходит несчастный случай. Его признают погибшим, королем становится его дядя Нигель. Конал женится на Росане и строит интриги против своего отца Нигеля. Келсон находит в горах служителей культа Святого Камбера.

### Наследники святого Камбера
- Скорбь Гвинеда (1989)
  - Январь 918 — август 918: Идут преследования дерини, те отчаянно пытаются выжить.
- Год короля Джавана (1992)
  - Июнь 921 — октябрь 922: Король Джаван Халдейн борется за укрепление собственного трона.
- Принц-бастард (1994)
  - Май 928 — декабрь 928: Король Райс Майкл Халдейн защищает королевство от вторжения.

### Чайльд Морган
- На королевской службе (2004)
  - Лето 1082 — ноябрь 1091: Король Донал Блейн Халдейн ищет для своих сыновей защитника-дерини.
- Чайльд Морган (2006)
  - Декабрь 1093 — Март 1096: Кеннет и Алиса Морганы готовят своего сына Аларика к его будущей роли.

трилогия не окончена

### Другие романы
- Невеста короля Келсона (2000)
  - Июнь 1128 — август 1128: Келсон Халдейн борется с интригами торентского двора.

## Рассказы
- «Мечи против Марлука» (1977)
  - Этот рассказ подробно повествует о битве между Королём Брионом Халдейном и Хоганом Гвернахом Фурстан-Фестилом. Впервые опубликован в четвёртом выпуске Блестящих мечей. Продолжен этот рассказ будет в трилогии «Чайлд Морган».
- Архивы дерини (1986)
  - Сборник рассказов, относящихся к различным моментам истории Гвинеда. Все они принадлежат перу самой Кэтрин Куртц.
    - «Катализатор»: Осенью 888 года молодой Райс Турин открывает в себе способности Целителя. Рассказ впервые опубликован в Moonsinger’s Friends в 1985 году.
    - Песнь Целителя: В августе 914 года Райс Турин и его жена празднуют рождение своего сына. Впервые опубликован в Fantasy book в 1982 году.
    - «Призвание»: В декабре 977 года упрямый дворянин чувствует влечение к религиозной жизни. Первая публикация — в 1983 году в Nine Visions.
    - «Бетана»: Летом 1100 года группа молодых благородных дерини встречает старую женщину. Впервые опубликован в Hecate’s Cauldron в 1982 году.
    - «Рукоположение Арилана»: С августа 1104 по февраль 1105 Денис Арилан пытается стать первым за 200 лет священником-дерини.
    - «Наследство»: В июне 1105 Карисса Фурстан-Фестил пересказывает историю сражения между её отцом и королём Брионом Халдейном (Fantasy Book, 1983).
    - «Посвящение Дерри»: В мае 1115 года Шон, лорд Дерри, едет к королевскому двору и встречает там герцога Аларика Моргана.
    - «Суд»: весной 1118 года Аларик Морган присутствует на суде над обвиненным в убийстве.
- Тщетная попытка (2001)
  - Действие происходит в 1089 году, тираж сборника составил всего 300 экземпляров.
- Легенды дерини (2002)
  - Сборник рассказов, написанных фанатами, под редакцией Кэтрин Куртц, написавшей для него один рассказ. Он называется «Зелёная башня», его действие относится к 1052 году, а описывает он двух молодых девочек и обстоятельства сложного магического эксперимента.

## Персонажи

### Цикл Камбера

#### Камбер
Камбер Мак-Рори — граф Кульди, сын Белларда Мак-Рори, очень сильный дерини-ученый. Отец Катана, Джорема и Ивейн. После того, как король-дерини Имре убил его сына Катана по подозрению в измене, Камбер нашел Синхила, законного наследника Гвинеда и сверг Имре. В Битве при Йомейре развил Эриэллу, сестру и любовницу Имре. После гибели Алистера Каллена перевоплотился в него, чтобы остаться при дворе (король Синхил Камбера откровенно не любил, но был другом Каллена). Народ любил Камбера, он был причислен к Лику Святых и основан Орден Слуг Святого Камбера (после Камбера объявили еретиком). Как Алистер Каллен был епископом Грекоты, канцлером Гвинеда и архиепископом. После начала гонений на дерини вместе со своим зятем Райсом придумал план по спасению дерини, блокируя их способности. Был свергнут регентами при короле Алрое и бежал в монастырь Святой Марии, где вместе со своим настоящим семейством хотел скрыться от преследования регентами. Был замечен и убит солдатами регентов.

###### Катан
Катан — дерини, старший сын и наследник Камбера, друг короля Имре, муж Элинор Ховелл. Был обвинен в измене своим шурином Колем Ховеллом и казнен. Успокаивал короля Имре, когда тот злился. Отец Анселя и Дэвина.

###### Джорем
Джорем — младший сын Камбера, рыцарь-михайлинец. Один из главарей переворота. Один из советников своего отца, после гонения на дерини — один из вождей повстанцев-дерини.

###### Ивейн
Ивейн — дочь Камбера, самая младшая из его детей. Вместе с отцом глубоко изучала магию дерини, была его главной помощницей и любимым ребенком. Вышла замуж за Риса Турина, родила ему четверых детей: Эйдана, Райсил, Тиега и Иерушу.

###### Рис Турин
Рис Турин — приемный сын и зять Камбера, целитель, который и узнал у Даниэля Драпировщика (Эйдана Халдейна) о его внуке Синхиле, который был законным наследником. Помог Камберу совершить переворот. Научился блокировать способности дерини, благодаря чему спасал своих сородичей в начале гонений. Талант передался его сыну Тиегу. Был убит, когда Алистера Каллена (Камбера) свергли регенты.

###### Ансель
Ансель — наследник Дэвина, внук Камбера. После гибели старшего брата Дэвина (он принял облик одного из стражников в столице и защищал принцев Джавана и Риса. Во время неудачного покушения на принцев, совершенного фанатиками-дерини, был убит) стал графом Кульдским, но был изгнан. Бежал и стал одним из вождей повстанцев-дерини.

###### Райсил
Райсил — дочь Ивейн и Риса Турина. Прислуживала при дворе, как служанка «Лизель». Вышла замуж за рыцаря Роберта.

##### Алистер Каллен
Алистер Каллен — настоятель ордена михайлинцев, дерини и сторонник Камбера во время свержения короля Имре. Погиб во время Битвы при Йомейре. Под личиной Каллена долгие годы скрывался Камбер.

##### Халдейны

###### Синхил Халдейн
Синхил Халдейн — король Гвинеда, бывший монах. Камбер еле-еле уговорил Синхила стать королем. Недолюбливал дерини (из-за того, что Камбер лишил его участи быть монахом). Отец Алроя, Джавана и Риса-Майкла. Получил от Камбера деринийские способности.

###### Алрой Халдейн
Алрой — король. Был болезненным и слабовольным, подчинялся регентам.

###### Джаван Халдейн
Джаван — король, союзник дерини. Был хромой из-за уродливой лодыжки. Самый умный из сыновей Синхила, владевший деринийской магией. Чтобы регенты не считали его претендентом на власть, делал вид, что хочет стать монахом. Пытался противостоять регентам и был за это ими убит. Косвенным виновником смерти Джавана был его брат Рис-Майкл, который женился на Микаэле Драммонд. Узнав, что у Риса-Майкла скоро родится сын, регенты убили Джавана. Предупредил Риса-Майкла, что когда у него родится второй сын, его убьют.

###### Рис-Майкл Халдейн
Рис-Майкл — младший сын Синхила, король, отец Оуэйна и Утира. Следовал советам брата, поэтому правил дольше всех из сыновей Синхила. Стал косвенным виновником гибели Джавана: тайно женился на Микаэле Драммонд, у них родился сын Оуэн. После рождения Оуэна, еще одного наследника, регенты убили Джавана. Узнав, почему регенты убили Джавана, долго тянул с рождением второго сына, но когда его жена снова забеременела, дни Риса-Майкла были сочтены. Он погиб по вине регентов во время войны с Торентом.

##### Мердок
Мердок — регент при Алрое, негласный лидер регентов. Мерзкий человек, который пытался подстраиваться и под узурпаторов-Фестилов, и под Халдейнов. Получив власть, развязал террор против дерини. Погиб во время войны с Торентом. Мердок убит в поединке с Хрориком, графом Истмарка, в годы правления Джавана.

##### Хьюберт Мак-Иннис
Хьюберт — регент-архиепископ. Сверг Камбера, стал архиепископом. Полный мужчина с безобидной внешностью и злобной душой. После смерти Риса-Майкла был осужден.

##### Манфред Мак-Иннис
Манфред — старший брат Хьюберта, барон Марлора, после граф Кульди и регент. Один из гонителей на дерини, отец Эдварда, епископа Грекоты, и Айвера, который взял в жены Речелдис, наследницу Кирни. Убит Раном Хортнесским.

##### Таммарон Фитц-Артур
Таммарон — канцлер, регент. С виду кажется самым умеренным регентом, отчим Полина Рамосского, отец Фейна, который женился на наследнице Кассана, Анне Квинелл. Убит во время войны с Торентом. На самом деле был самым коварным и хитрым регентом, но старался казаться умеренным.

##### Ран Хортнесский
Ран — самый жестокий из регентов, барон Хортнесса и граф Шиила. Разрушил монастырь Святого Неота и Трурилл, где жестоко убили Адриана Мак-Лина и Эйдана Турина, внука Камбера. Погиб вскоре после Войны с Торентом.

##### Тавис ОНилл
Тавис — друг Джавана и его целитель. Член Совета Камбера, был вынужден скрываться от регентов. Соратник Ревана, убит вместе с ним.

##### Фестилы

###### Имре Фестил
Имре — узурпатор, король-тиран, убивший Катана. Дерини. Был свергнут Камбером. Отец Марека. Во время правления Имре усилилась ненависть к дерини.

###### Эриэлла Фестил
Эриэлла — сестра Имре, его любовница. Мать Марека, бастарда короля Имре. Была хитра и коварна, манипулировала своим младший братом Имре. Бежала во время переворота. Убита Калленом в Битве при Йомейре.

###### Марк Фестил
Марк — бастард Имре и Эриэллы. Жил в Торенте, предпринимал попытки отвоевать Гвинед. Отец Имре II.

##### Микаэла Драммонд
Микаэла — родная сестра Катана Драммонда, сводная сестра Дэвина и Анселя, жена Риса-Майкла, мать Оуэна и Утира.

##### Реван
Реван — дерини, наставник детей Риса и Ивейн. Позже (по сговору с Камбером), объявил себя пророком, который лишал дара дерини. По легенде, по вине Риса Турина погибла возлюбленная Ревана и он начал мстить дерини, лишая их дара. Был убит регентами вместе с Тависом и Джаваном.

##### Коль Ховелл
Коль Ховелл — родственник Катана, дядя Дэвина и Анселя Мак-Рори, Микаэлы и Катана Драммондов. Плел интриги против Катана и спровоцировал его казнь. После свержения Имре был казнен.

##### Карлан
Карлан Морган — оруженосец короля Джавана, после его рыцарь. Был верен Джавану, погиб вместе с ним. Возможно, был родственником Аларика Моргана.

##### Кверон Киневан
Кверон — целитель, основатель ордена Слуг Камбера. После начала гонений на дерини чудом спасся и стал членом Совета Камбера.

### Цикл Келсона

##### Келсон Халдейн
Келсон — дерини, король Гвинеда, победивший Кариссу Фестил. Позже выиграл войну с Венцитом Торентским и отвоевал Кардосу. После гибели Венцита Торент стал вассалом Гвинеда. Подавил очередное восстание меарцев. Сдружился с королем Торента Лайемом, после чего Торент и Гвинед стали союзниками..

##### Нигель Халдейн
Нигель — дядя Келсона, обладавший магическими способностями (Дар Халдейнов). Отец Конала, Рори и Пейна. Один из советников своего племянника.

##### Конал Халдейн
Конал — сын Нигеля, ровесник Келсона. После исчезновения Келсона стал наследником престола и женился на невесте Келсона, Росане. У него и Росаны родился сын Альбин. Очень хотел получить престол, что чуть не привело к смерти его отца. Из-за этого был казнен после возвращения Келсона.

##### Джехана
Джехана — жена короля Бриона, дерини (при этом считает это грехом). Мать Келсона.

##### Аларик Морган
Аларик Морган — поборник короля Келсона, друг Келсона и Моргана, открытый дерини. Полководец во время войн с Меарой и Торентом. Муж Риченды, вдовы Брэна Марлийского, отчим Брэндана, отец Бриони и Келрика.

##### Бронвин
Бронвин — сестра Моргана, невеста Кевина Мак-Лайна. Была случайно убита влюбленным в неё Риммелем.

##### Риченда
Риченда — дерини, отданная в жены Брэну Корису. После его гибели стала женой Моргана и родила ему дочь.

##### Дункан Маклайн
Дункан — епископ-дерини, кузен Моргана, сводный брат Кевина. После гибели отца и брата стал герцогом. Отец Дугала Мак-Ардри.

##### Дугал
Дугал — граф Транши, друг и побратим Келсона. Внук Каулая МакАрдри, сын Дункана Мак-Лайна.

##### Кэйтрин
Кэйтрин — меарская самозванка, мать Итела, Ллюэла и Седаны. Антагонистка нескольких книг. Боролась против Гвинеда, была сослана в монастырь после поражения и гибели своих детей.

#### Лорис
Лорис- архиепископ, гонитель на дерини. Был лишен поста и сослан, позже бежал в Меару и вел войну против Келсона, но проиграл.

#### Росана
Росана — невеста Келсона, жена Конала. Дочь РКассанского дворянина, родственница Риченды, жены Моргана. Родила от Конала сына, отказалась стать женой Келсона, боясь, что между сыном Конала и сыном Келсона начнется война за трон.

#### Варин
Варин — лжепророк, обещавший уничтожить дерини. Завоевал Корвин, но Морган смог переманить его на свою сторону.

#### Арилан
Арилан — дерини, епископ. Сторонник короля Келсона, противник архиепископа Лориса.

#### Венцит
Венцит — король-тиран Торента, очень сильный дерини. Хитрый и жестокий, держал в плену Дерри. Убит при Линдрут Медоуз.

#### Карисса
Карисса — дерини, родственница Венцита. Убила Бриона, но была побеждена его сыном Келсоном. На ней род Фестилов пресекся. ел

## Справочники
- Магия дерини (1990)
  - Книга подробно рассказывает о магии, которую используют дерини — как о врожденных способностях их психики, так и о сложных волшебных ритуалах.
- Codex Derynianus (1998)
  - Написан совместно Кэтрин Куртц и Робертом Режинальдом. Это энциклопедия персоналий и мест действия других книг этой серии, содержит карты и генеалогические таблицы. Первое её издание было ограниченным (в твердой обложке), тиражом всего 500 экземпляров. В 2005 году книга была опубликована в мягкой обложке и дополнительно снабжена информацией, взятой из книги Невеста короля Келсона.